# Еврейская община Республики Молдова
Еврейская Община Республики Молдова (аббр. ЕОРМ, рум. Comunitatea Evreiască din Republica Moldova) — общественная организация Республики Молдова, объединяющая еврейские общины городов Бельцы, Бендеры, Григориополь, Дубоссары, Кагул, Оргеев, Рыбница, Сороки, Тирасполь и еврейские организации Кишинёва. ЕОРМ является, неправительственной, неполитической, некоммерческой организацией.

## История
Республиканское Общество Еврейской Культуры (РОЕК) основано в 1989 году.
Первые сопредседатели РОЕК — Борис Сандлер и Владимир Биткин. В Президиум вошли видные деятели культуры Молдавской ССР: Серго Бенгельсдорф, Михаил Голер, Ефим Левит, Анатолий Коган, Аркадий Аптекарь, Моисей Лемстер, Анна Гинзбург и Ихил Шрайбман.
С 1989 года создаются еврейские организации и общества еврейской культуры в Кишинёве, Оргееве, Сороках, Бельцах, Бендерах, Кагуле, Единцах, Рыбнице, Тирасполе, Григориополе, Дубоссары.
В 1997 году организация переименована в Ассоциацию Еврейских Организаций и Общин Республики Молдова (АЕООРМ).
С 2008 года называется Общественное Объединение «Еврейская Община Республики Молдова» (ЕОРМ).

## Организационная структура

### Общее Собрание участников
Высшим руководящим органом ЕОРМ является Общее Собрание участников. Проводится каждые три года с целью избрания нового состава руководящих органов ЕОРМ.
Последняя, XI Отчетно-выборная конференция состоялась 11 декабря 2016 года.

### Председатель
Председатель ЕОРМ избирается Общим Собранием участников.
Руководителями Еврейской Общины Республики Молдова были:
| 1989-1990 | Борис Сандлер и Владимир Биткин           | Сопредседатели |
| 1990-1993 | Семён Вайсман и Борис Сандлер             | Сопредседатели |
| 1993-1996 | Семен Шойхет и Семен Вайсман              | Сопредседатели |
| 1997-2004 | Семен Шойхет                              | Председатель   |
| 2004-2007 | Яков Тихман                               | Председатель   |
| 2007-2013 | Александр Билинкис и Александр Пинчевский | Сопредседатели |
| с 2013    | Александр Билинкис                        | Председатель   |

С 2013 года пост Председателя ЕОРМ занимает Александр Билинкис. На пост Вице-председателя избраны Гарри Галантер и Шабатай Ханукаев.

### Административный Совет
Административный Совет — избирательный орган правления, который осуществляет свою деятельность в период между Общими Собраниями Президиум ЕОРМ назначается Общим Собранием сроком на 3 года. В настоящее время состоит из 25 человек.

### Ревизионная комиссия
Ревизионная комиссия в составе трех человек осуществляет контроль финансово-экономической деятельности, избирается Общем Собранием и подчиняется ему.
Глава Ревизионной комиссии ЕОРМ — Эмиль Китайник.

### Главный офис
Главный офис ЕОРМ возглавляет Директор, который назначается Административным Советом по рекомендации Председателя. Должность Директора ЕОРМ введена в 2004 году.
Ранее этот пост занимали Галина Каргер (2006—2007), Роман Аронов (2007—2009), Павел Туев (2009—2010), Марина Шустер (2010 - 1018).
С 2018 года директор ЕОРМ — Шейнман Юлия.

## Сотрудничество
Еврейская Община Молдовы находится в составе Европейского еврейского конгресса, Евроазиатского еврейского конгресса, Всемирного еврейского конгресса. Действует соглашение о сотрудничестве с Федерацией Еврейских Общин Румынии и Американским еврейским комитетом. Поддерживаются тесные связи с Российским Еврейским Конгрессом и дружественные отношения с международными еврейскими организациями и фондами.
ЕОРМ сотрудничает с еврейскими организациями в Молдове, в том числе с Консульством Государства Израиль в Молдове, Израильским Культурным Центром, Постоянным Представительством «Сохнут» в Молдове и Филиалом Американского Еврейского Распределительного Комитета «Джойнт» в Молдове". Участвует в мероприятиях Бюро межэтнических отношений Республики Молдова, а также других министерств и ведомств.
Развивается сотрудничество с дипломатическим корпусом в Республике Молдова. Партнерами проектов и мероприятий ЕОРМ выступали Совет Европы, Делегация Европейского Союза, Организация по Безопасности и Сотрудничеству в Европе, посольства США и др.